# Queue-de-pie
« frac » redirige ici. Pour les autres significations, voir FRAC.
 (novembre 2020).
Si vous disposez d'ouvrages ou d'articles de référence ou si vous connaissez des sites web de qualité traitant du thème abordé ici, merci de compléter l'article en donnant les références utiles à sa vérifiabilité et en les liant à la section « Notes et références ».
 (février 2024).

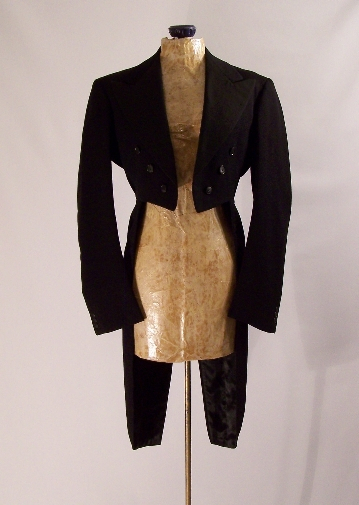
Queue-de-pie de 1939.

Une queue-de-pie est un vêtement de cérémonie court devant et à longues basques terminées en pointe derrière (formant un : \|/) qui arrivent au niveau des genoux. Elle est généralement caractérisée par le fait qu'elle ne s'attache pas et que ses pans sont en satin.

## Origine du nom et usage
Le terme queue-de-pie est apparu en raison de la forme fendue des basques qui rappelle la queue d'une pie et de sa couleur d'un noir profond. Elle peut être nommée de différentes manières : frac, white tie ou tenue de soirée  (par opposition au black tie ou tenue de cocktail qu'est le smoking), full formal, ou encore habit qui est le terme privilégié en français. Tous ces termes ne recouvrent pas seulement la veste, mais l'ensemble des vêtements et accessoires qui composent la tenue. 
Par sa coupe, l'habit hérite des vêtements du début du XIXe siècle dont la forme échancrée transigeait avec la continuité des justaucorps de l'ancien régime. L'habit prend sa forme définitive à partir des années 1850 et 1860 en se distinguant d'abord de la redingote , vêtement moins formel qui donna plus tard le costume dit « tenue de ville », puis des jaquettes, réservées aux cérémonies moins formelles et aux courses hippiques, constituées d'un veston qui s'attache par un bouton dit jumelle.[réf. nécessaire].
Au cours du XIXe siècle, l'habit se perfectionne et se formalise en devenant d'une part la tenue masculine de soirée par excellence, mais également une tenue de cérémonie pouvant être portée toute la journée. Aujourd'hui encore en France, la tenue des huissiers à chaîne de la très haute administration, des ministères, du parlement et des universités est un héritage direct de l'habit formel qui n'était ainsi pas seulement réservé aux grands soirs et à l'élite. Il est aussi d'usage que les maîtres d’hôtel et majordomes portent l'habit à la place de la livrée spécifique des autres domestiques ou serviteurs. 
À l'opéra, l'habit est toujours la tenue officielle des chefs d'orchestre et des solistes masculins bien que la pratique s'estompe progressivement. Parmi le public, la coutume de l'habit s'est perdue, sauf grandes premières ou production particulière. 
Durant la fin du XIXe siècle jusque dans le premier quart du XXe siècle, l'habit est donc la tenue formelle de toutes les occasions : les dîners, les cortèges de mariage, les sorties, les cérémonies officielles, etc. L'habit vert porté par les membres de l'institut de France est directement inspiré du formalisme de l'habit. Il partage également de nombreuses similarités avec la tenue de cérémonie des officiers de l'armée française, notamment sous sa variante « grand blanc ».   
Depuis le milieu du XXe siècle, par souci de simplicité ou par méconnaissance, l'usage de l'habit a progressivement été délaissé, d'abord au profit du smoking qui en reprend certains codes, puis du complet-veston jusqu'à l'abandon du costume uni, de la veste et de la chemise blanche.  
Dans les grandes cérémonies de jour et les mariages, l'usage de l'habit était encore relativement répandu jusque dans les années 1950 ou 1960 (de fait, il constitue aujourd'hui encore la tenue légitime des mariés et des cortèges) mais est plus généralement remplacé par la jaquette ou le complet veston, particulièrement pour les mariages de jour. 
La queue-de-pie est l'habit porté lors de réceptions « à cravate blanche » (de son nom anglais de white tie), le smoking étant réservé aux réceptions « à cravate noire ». Les invitations aux réceptions précisent souvent la couleur de la cravate, laquelle est un indice pour savoir quel vêtement porter : smoking ou habit[réf. nécessaire].
L'inscription « tenue de soirée » réfère encore, par principe, à l'habit, de même que l'inscription « tenue de cocktail » réfère au smoking et « tenue de ville » au complet veston. Dans l'usage, l'habit et le smoking ont été progressivement remplacés par un costume de soirée qui garde cependant leur texture et leur couleur sombre.

## Esprit
De par son histoire et le signe de formalisme parfait qu'il incarne, l'habit a progressivement été codifié et n'autorise que des variantes extrêmement minces. A la différence des autres tenues moins formelles, la qualité de l'habit ne se juge pas seulement à la forme des principales pièces qui le composent, mais au respect des détails, de l'ajustement entre les pièces et les accessoires, de la qualité du tissu et de la coupe, idéalement sur-mesure ou reprise. De par sa place au sommet de la hiérarchie vestimentaire occidentale, l'habit a conservé dans sa nature l'esprit rigoureux et aristocratique encore résiduel au XIXème et au début du XXe siècle : extrêmement codifié, il ne laisse donc aucun espace à la fantaisie et reflète au contraire le formalisme et la distinction par excellence. La connaissance et la maîtrise de ces contraintes assure toute la considération des connaisseurs, de la très haute société et des tailleurs.
L'originalité du caractères, du physique et de la personnalité s'exprimeront donc à travers la maîtrise des moindres détails afin de n'être perceptibles que des connaisseurs : l'équilibre du cintrage de la veste, la longueur des basques, le choix de la boutonnière, la profondeur ou l'épaisseur du tissu, la finesse des motifs, l'équilibre des proportions entre les pièces, etc. 
L'habit, en tant que de pièce vestimentaire aujourd'hui ancienne de plus de 170 ans est également remarquable par son intemporalité et sa fonction qui n'a guère changé depuis cette époque. Doyen de tout le vestiaire moderne occidental, sommet de la hiérarchie inamovible du formalisme, c'est la seule pièce encore aujourd'hui utilisable qui incarne à la fois un saut dans l'histoire et la permanence des hautes institutions d'Europe, d'Amérique et d'ailleurs.

## Composition
Le formalisme et les spécificités de l'habit impliquent des pièces qui, si elles ressemblent à d'autres éléments du vestiaire masculin, sont à usage exclusif. En outre, la raréfaction de l'usage de l'habit à des occasions de plus en plus rares et les contraintes de silhouette et de corpulence auxquelles ces pièces doivent s'adapter impliquent une quasi absence d'offre en prêt-à-porter dont les résultats sont très aléatoires. Il en découle qu'il est presque impossible de constituer un habit sans recourir à un tailleur expérimenté et connaisseur pour en réaliser ses pièces et leurs détails sur-mesure. 
- La veste d'habit est en laine noire, et échancrée au niveau de la taille. Les basques tombent droit jusqu'au niveau des genoux. Le revers est en satin noir et à cran aigus. Toute autre couleur, forme de col ou forme de veste est rigoureusement proscrit. Elle peut être agrémentée d'une pochette qui devra impérativement être blanche et d'une fleur de gardénia à la boutonnière. À défaut, un œillet ou une autre fleur blanche. La veste comporte 6 boutons noirs et unis, disposés en V et à usage purement décoratif : elle ne ferme jamais. Les boutons pourront être dorés si le porteur occupe une fonction de premier plan (président de la République, monarque, etc.) et éventuellement assortis d'épaulettes dorées simples. Sur l'avant, la veste s'arrête en cohérence avec la taille très haute du pantalon et les bords du gilet qui le recouvre et présente un aspect semblable au spencer militaire.
- Le pantalon est du même tissu, à un galon large de satin sur le côté extérieur de chaque jambe ou éventuellement deux galons étroits (le galon unique et étroit est réservé au smoking). Il tombe droit sur les chaussures sans former de pli. Le pantalon est impérativement repassé pour former deux traces verticales descendant tout le long des jambes. Il est porté très haut, jusqu'à la taille et s'arrête au plus près de la veste dont il est nécessairement partiellement recouvert pour éviter de laisser dépasser le gilet. Il est soit maintenu par une coupe parfaitement ajustée à celle-ci, soit par des bretelles. Le port de la ceinture est rigoureusement proscrit. Les jambes sont larges et ne laissent pas percevoir l'épaisseur des jambes.
- La chemise est impérativement blanche, en popeline de coton plastronnée et amidonnée. Par le passé, la chemise à jabot pouvait également être utilisée mais l'usage s'est progressivement perdu. Le plastron peut être amovible ou intégré à la chemise. Il est soit lisse, soit à motif piqué en nid-d'abeille. Les motifs verticaux, réservés au smoking, sont proscrits. La chemise (ou le plastron) est à boutons détachables et à faux-col. 
  - Les poignets sont mousquetaires à boutons assortis à la chemise ou au plastron. Bras tendu, ils dépassent d'un ou deux centimètres des manches de la veste. Idéalement, ils sont amidonnés.
  - Le col est cassé ou droit, jamais rabattu, détachable de la chemise par un bouton amovible à l'avant et un autre à l'arrière afin de pouvoir être nettoyé, repassé et amidonné à part. Ces deux boutons de col sont cachés par un nœud papillon impérativement blanc (le noir et la soie sont réservés au smoking) en coton piqué nid d’abeille aux mêmes motifs que le gilet. En variante, le nœud papillon peut être en coton ou en soie uni. Il est idéalement noué à la main et non clipsé.
  - La chemise doit être totalement exempte de plis visibles. Pour cela, elle est plastronnée et/ou amidonnée si nécessaire. Elle peut également s'attacher par une languette à un bouton intérieur du pantalon de sorte à être maintenant en tension permanente et que les mouvements du corps ne la fassent jamais sortir du pantalon.
- Lorsque porté en tenue de soirée ou de cérémonie, le gilet est impérativement blanc, en coton piqué à nid d'abeille. Sa forme est caractéristique et il ne peut en aucun cas être échangé avec un gilet de costume, de smoking ou de jaquette. D'une coupe très particulière, il ne peut pas non plus être utilisé dans une autre tenue que l'habit. Il présente une échancrure très longue et caractéristique, à revers plats, se terminant en V au niveau du nombril ou, plus rarement, en U. Cet ancien usage se retrouve encore dans la forme du gilet de smoking noir. Le gilet est fermé par 3 ou 4 boutons assortis à ceux de la chemise et également détachables, mais de plus grande taille. Pour améliorer la tenue, il est préférentiellement amidonné et peut être également attaché par une languette et avec la chemise à un bouton intérieur de pantalon. Le gilet ne doit impérativement pas dépasser dessous la veste au risque de faire apparaître une bande blanche extrêmement disgracieuse entre celle-ci et le pantalon. Il est donc taillé sur mesure et en cohérence avec la veste afin d'éviter ce cas de figure. Dans sa configuration « tenue de jour », l'habit peut être porté avec un gilet noir (dont les boutons seront également noirs pour ne pas ressortir)[1]. Ce gilet noir est aussi toujours utilisé par les huissiers à chaîne dont l'uniforme est une tenue de jour.
- Les chaussures sont impérativement en cuir noir[2] et verni. Ce seront idéalement des opéra pump, à défaut des souliers richelieu[3]. Toute autre chaussure est proscrite. Elles sont portées avec des chaussettes de soie également noires afin d'être imperceptibles entre le pantalon et les souliers.
- L'habit se caractérise également par un très grand nombre d'accessoires possibles. S'ils ne sont pas obligatoires, ils doivent se conformer, lorsque portés, à certaines contraintes.  
  - L'habit peut être porté avec des gants. Dans ce cas, il seront impérativement en coton blanc. Les gants s'enlèvent traditionnellement pour dîner, danser, ou en présence d'une personnalité importante.
  - Sauf pour les 6 boutons purement décoratifs de la veste et ceux du pantalon, tous les boutons utilisés sont nécessairement détachables et assortis (les boutons de col, invisibles, peuvent être de la couleur et du format voulu). Les matières traditionnelles des boutons sont la nacre, l'argent ou l'or (le laiton ou toute autre matière dorée ou argentée est possible). Les boutons de manchette peuvent être légèrement différents mais doivent rester assortis et discrets.
  - L'habit se porte avec un chapeau haut-de-forme qui s'enlève aujourd'hui traditionnellement en intérieur et systématiquement pour danser et s’asseoir à table.
  - En extérieur, l'habit ne se porte pas sous un manteau, mais sous une cape noire. À défaut, le manteau sera en laine, ample et de couleur noir profond. Il est accompagné d'une écharpe nécessairement blanche. Manteau et écharpe sont destinés aux déplacements à l'extérieur de la maison ou des locaux de l'hôte. Ils sont retirés en intérieur.
  - En cas de nécessité ou par perfectionnement d'élégance, l'habit est porté avec une canne. Celle-ci est alors impérativement en bois noir à pommeau d'argent.
  - Comme tout vêtement, l'habit peut se porter avec une montre à gousset à chaîne d'or ou d'argent. Si les boutons sont métalliques, ils sont nécessairement assortis à la montre. En soirée dansante, elle est bien évidemment[non neutre] retirée.
  - Les éventuelles décorations militaires ou honorifiques sont portées en conformité avec la réglementation édictée par la Grande Chancellerie de la Légion d’honneur (GCLH). Pour être arborées, les décorations doivent être émises par l’État français et reconnues comme telles ou par des États étrangers souverains (sous réserve d’acceptation par la GCLH). L'habit étant une tenue de soirée, les décorations sont portées en miniatures sur chaînette ou barrette rigide. Les décorations en collier sont autorisées. Au grade de grand-croix, les décorations en plaque sont situées sous la veste.

## Variantes

### Queue-de-morue
La queue-de-pie ne doit pas être confondue avec la queue-de-morue, veste masculine du XXe siècle courte jusqu'à la taille devant et prolongée dans le dos par deux basques étroites et de forme carrée : |_|_|[réf. nécessaire]. Cette tenue n'a aucune connotation formelle et est aujourd'hui désuète. 

### Frac
Une variante de la queue-de-pie, le frac, est souvent utilisée. Cet habit se termine par des basques en pointe comme la queue-de-pie, mais n'est pas court devant. La veste se prolonge simplement jusqu'aux pointes. C'est cette version qui a été très souvent utilisée par les gentlemen et dandys du XIXe siècle comme vêtement moins formel. Il était au départ un vêtement destiné aux loisirs, notamment à l'équitation. Il est parfois porté à l'occasion de mariages. C'est enfin l'uniforme des écoliers du Collège d'Eton en Angleterre (qu'ils portent noir, associé à un gilet noir ou de couleur).
Le frac peut également désigner le complet de soirée trois pièces qui se compose de la veste queue-de-pie, du pantalon et du gilet[réf. nécessaire].

### Smoking
Le « smoking » dans le sens moderne, est une tenue de cocktail (ou de casino) qui répond à ses propres normes et se distingue de l'habit par les circonstances dans lesquelles il est porté. Cependant, cette distinction fut progressive et les premiers modèles de smoking émergèrent comme une variante de l'habit auquel on avait retiré les basques mais auquel on gardait tous les autres attributs (nœud papillon et gilet blanc, revers crantés et veste ouverte, etc.). 
Le smoking était à l'origine un vêtement informel, considéré comme vulgaire par l'aristocratie anglo-saxonne et les élites européennes. Il a été progressivement adopté au cours du XXe siècle en tant que costume officiel de prestigieux évènements culturels et artistique (tel que le festival de Cannes ou la cérémonie des Oscars), ce qui a contribué à sa diffusion ainsi que son acceptation dans les hautes sphères de la société.  
Dans le cinéma, le smoking est toujours le vêtement privilégié de l’iconique James Bond à chacune de ses apparition dans la haute société et notamment les casinos[réf. nécessaire]. 

## Galerie

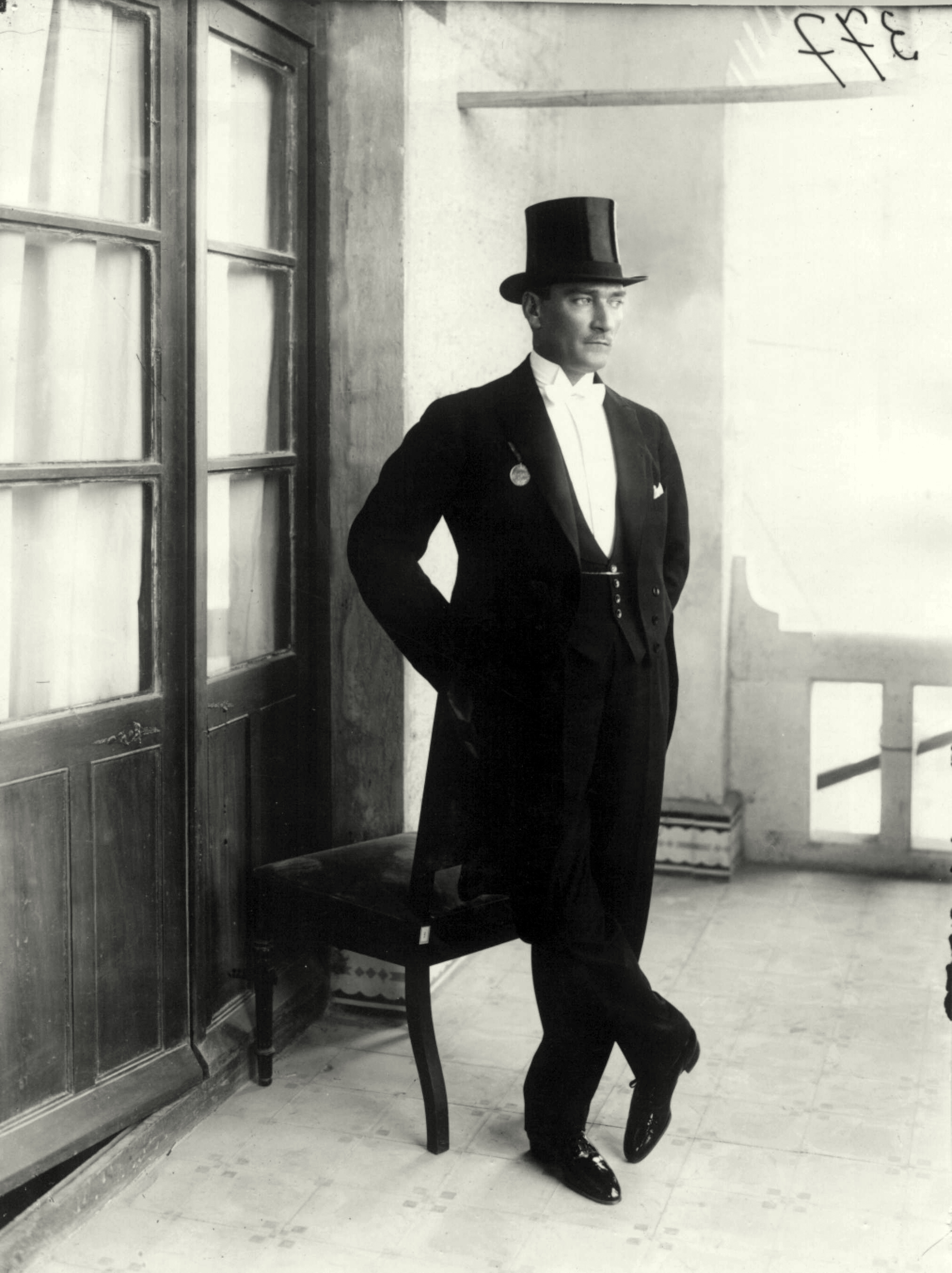
Mustafa Kemal Atatürk en habit de jour (gilet noir) et haut-de-forme.
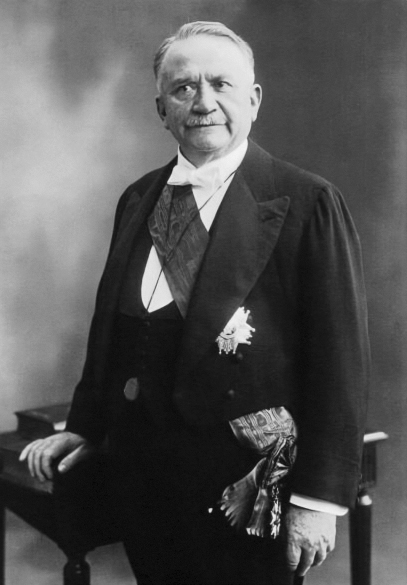
Photo officielle du président Gaston Doumergue, en habit de jour.
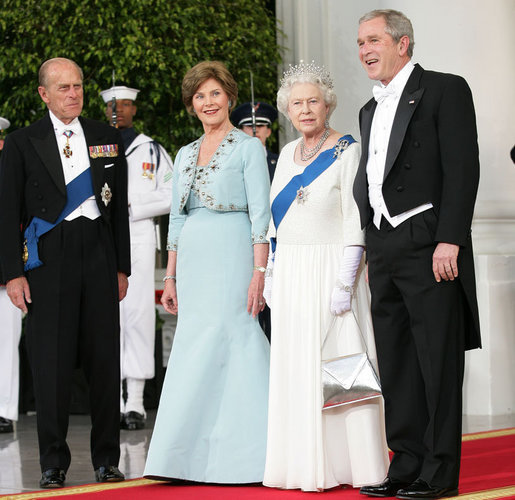
La reine Élisabeth II et le duc d'Édimbourg avec le couple Bush. Le prince Philip et George Bush portent l'habit du soir (gilet blanc)
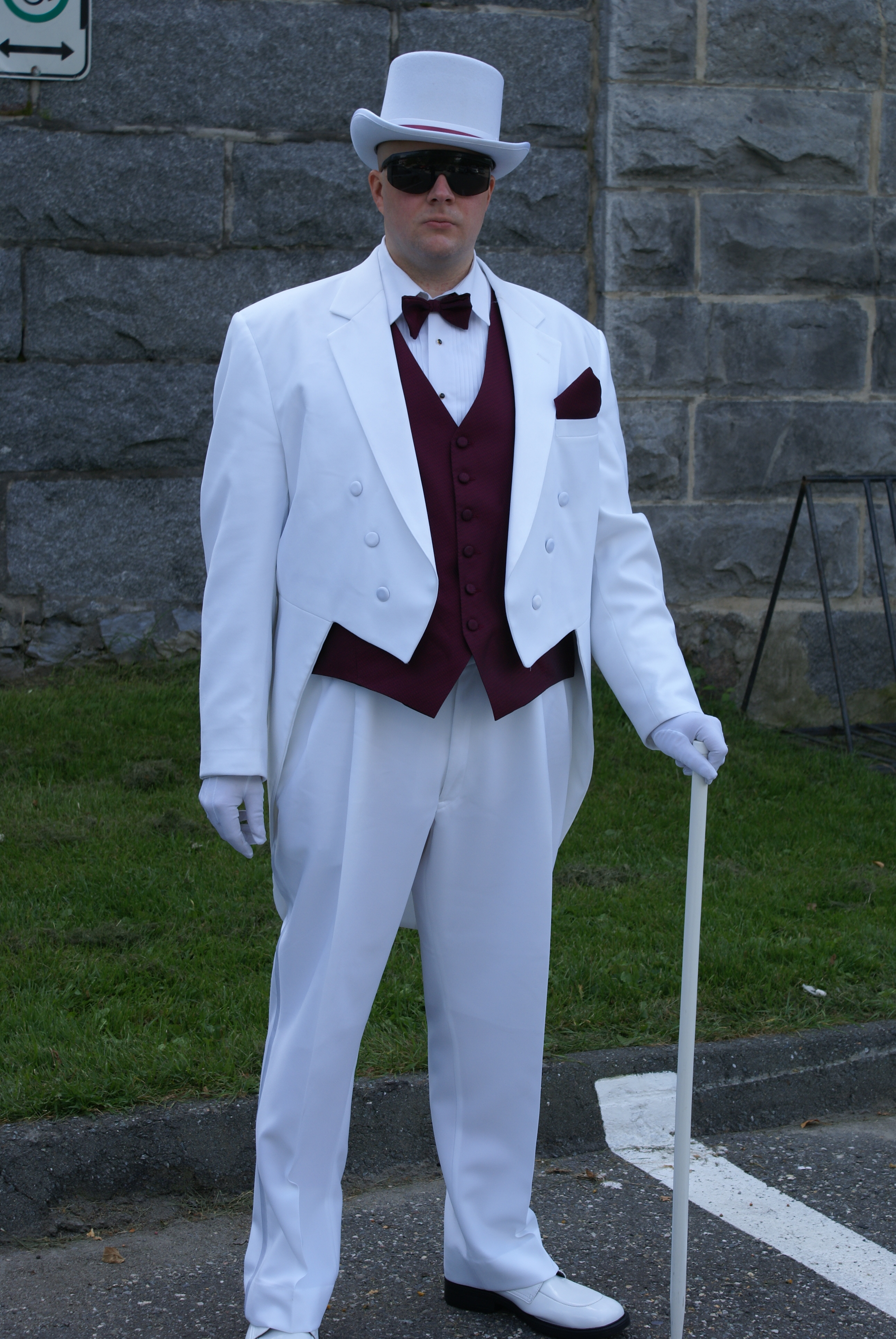
Queue-de-morue blanche.
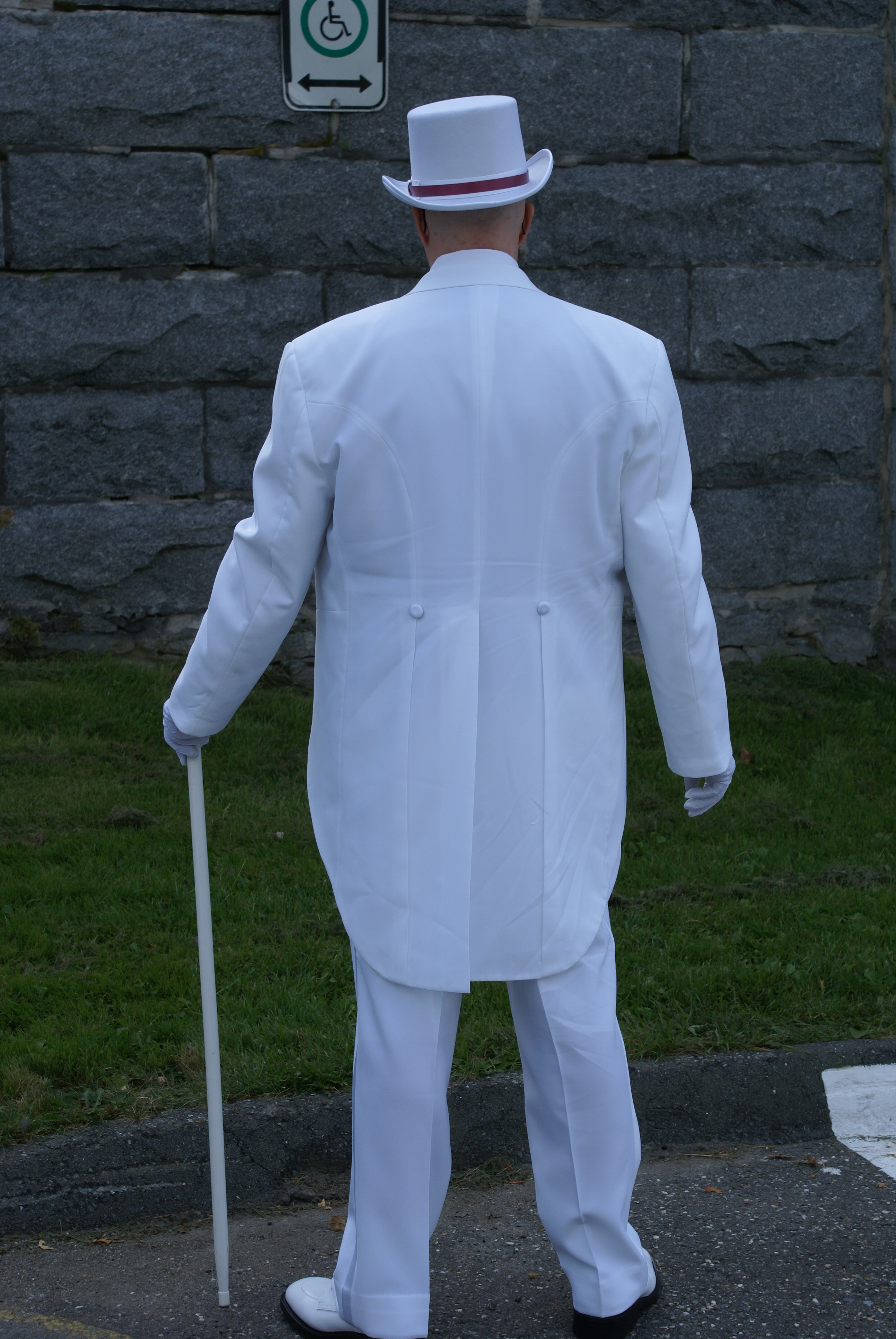
Queue-de-morue blanche, de dos.